# 26934 Jordancotler
26934 Jordancotler è un asteroide della fascia principale. Scoperto nel 1997, presenta un'orbita caratterizzata da un semiasse maggiore pari a 2,2412058 UA e da un'eccentricità di 0,0822719, inclinata di 6,92277° rispetto all'eclittica.